# Filmhuis Cavia
Filmhuis Cavia is een filmhuis in de Van Hallstraat in de Amsterdamse Staatsliedenbuurt dat geheel door vrijwilligers draaiende wordt gehouden. De bioscoop is in de jaren tachtig voortgekomen uit de kraakbeweging en heeft een eenvoudige formule: er wordt gedraaid wat elders niet te zien is. Filmhuis Cavia is gevestigd in het voormalige Prinses Beatrix Schippersinternaat en is met veertig stoelen het kleinste filmtheater van Amsterdam.
De programmering varieert van klassiekers tot experimentele film. Het filmhuis besteedt bijzondere aandacht aan films uit niet-westerse landen en thema's als gender, seksuele identiteit, feminisme en sex-positive-porno. Filmfestivals als Roze Filmdagen, CinemAsia en het KLIK! Amsterdam Animatie Festival zijn in Cavia begonnen. Naast de gangbare digitale projectie worden er ook nog steeds analoge films (16 en 35 mm) gedraaid.
Filmhuis Cavia is aangesloten bij Cineville, een sinds maart 2008 bestaand samenwerkingsverband van filmtheaters.